# Peugeot 604
O Peugeot 604 é um automóvel de segmento E produzido pela montadora francesa Peugeot entre 1975 e 1985. Cerca de 153.252 carros foram vendidos durante seus 10 anos de produção, sendo fabricado na França e também montado pela Kia na Coreia do Sul, entre 1979 e 1981.
O 604 foi projetado pela Pininfarina e apresentado no Salão do Automóvel de Genebra em março de 1975,  recebendo elogios por seu estilo formal e bonito. Bilrevyen 1976 da Dinamarca ("The Car Review 1976"), por exemplo, descreveu o estilo como possuindo uma "elegância calma". As vendas começaram em setembro de 1975.
Baseado "nos princípios do Peugeot 504", usando sua antepara, portas e parte do piso do 504, e geralmente movido pelo então novo motor V6 PRV de 2,7 litros e 144 cv, desenvolvido em conjunto com a Renault e a Volvo, o carro foi a primeira entrada da Peugeot no grande mercado de sedãs de luxo em 40 anos - sendo o mais recente o efêmero Peugeot 601 de 1934.

## Heuliez Limousine

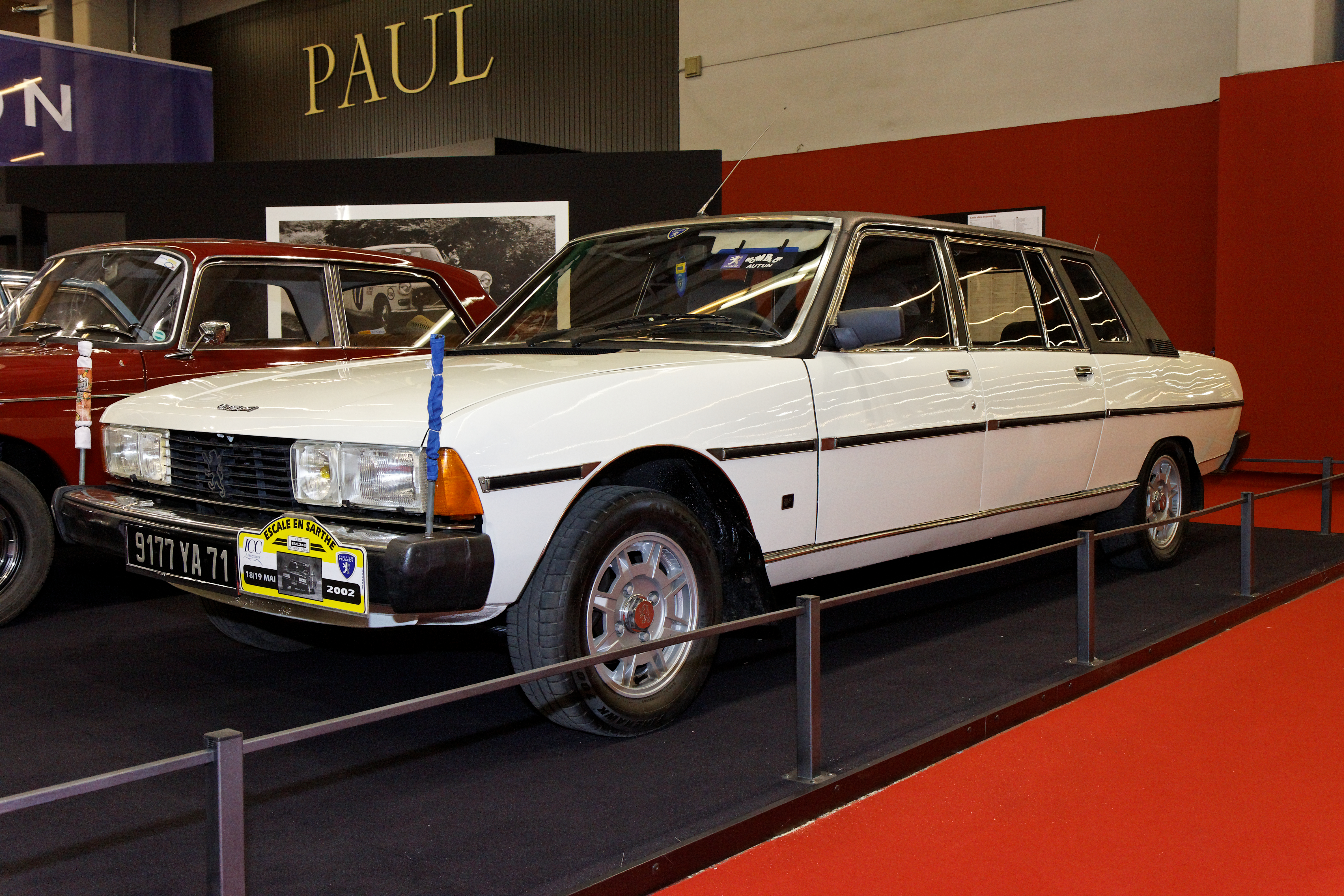

Entre 1978 e 1984 a empresa Heuliez construiu 182 limusines baseadas em um 604 com distância entre-eixos alongada.